# Jerzy Ludwik Zieliński

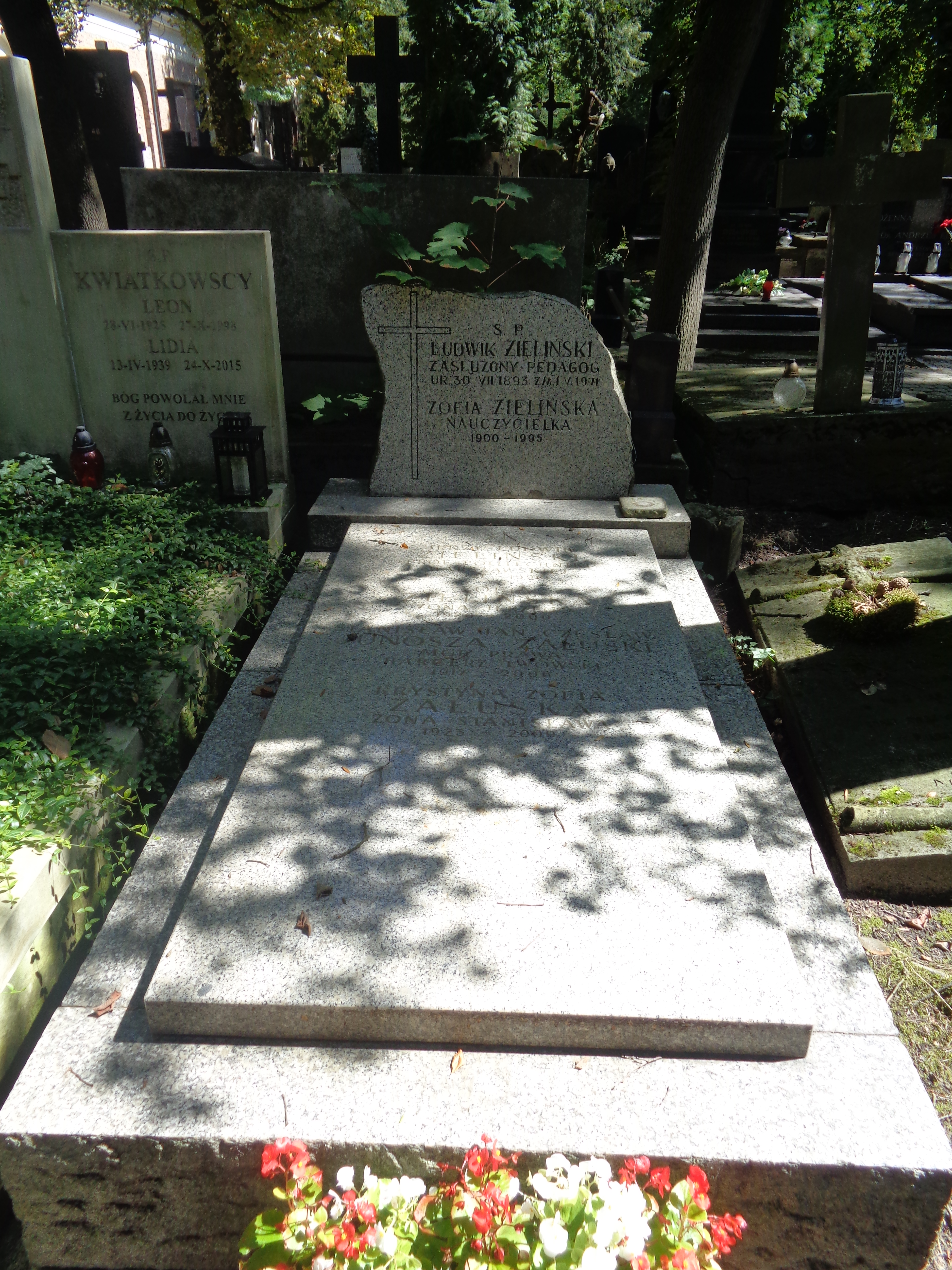
Nagrobek Jerzego Ludwika Zielińskiego na Cmentarzu Powązkowskim w Warszawie

Jerzy Ludwik Zieliński (ur. 1921, zm. 21 grudnia 1991 w Warszawie) – polski inżynier budownictwa, profesor zwyczajny Politechniki Warszawskiej.

## Życiorys
Związany zawodowo z Wydziałem Inżynierii Lądowej, od 1969 profesor nadzwyczajny konstrukcji żelbetowych. W latach 1969–1973 dziekan Wydziału Inżynierii Lądowej Politechniki Warszawskiej. Od 1970 pracował w Instytucie Konstrukcji Budowlanych, a od 1973 w Instytucie Przemysłu Budowlanego. W 1976 został mianowany profesorem zwyczajnym.
Zmarł w 1991, został pochowany na cmentarzu Powązkowskim w Warszawie (kw. 171, rząd 2, grób 9).